# Opbrakel
Opbrakel est une section de la commune belge de Brakel située en Région flamande dans la province de Flandre-Orientale et le Denderstreek. C'était une commune à part entière avant la fusion des communes de 1971.

## Toponymie

### Attestations anciennes
in villa Braglo (866), Bracla (1096), de Bracla superiori (1098), de superiori Brachala (1115), de superiori Bracla (1148), Bracle (1202).

## Démographie

### Évolution démographique
- Sources : INS, Rem. : 1831 jusqu'en 1961 = recensements[3].

## Histoire
Lors de la fixation de la frontière linguistique, le village de La Hutte est détaché de la commune de Flobecq en Hainaut pour intégrer la commune d'Opbrakel en Flandre-Orientale,.

## Armoiries
Les armes d'Opbrakel se blasonnent : De gueules à quatre chevrons d'argent.

## Personnalités nées à Opbrakel
- Liébert, évêque de Cambrai de 1051 à 1076
- Herman De Croo, homme politique né en 1937
- Eric De Clercq, coureur cycliste né en 1967
- Serge Baguet, coureur cycliste né en 1969
- Peter Van Petegem, coureur cycliste né en 1970
- Sandy Martens, footballeur né en 1972